# نیو وینزر (مریلند)
نیو وینزر (به انگلیسی: New Windsor) شهری در ایالت مریلند کشور ایالات متحده آمریکا است که جمعیت آن در سرشماری سال ۲۰۱۰ میلادی، ۱٬۳۹۶ نفر بوده‌است.